# Cantó de Saint-Dié-des-Vosges-Oest
El cantó de Saint-Dié-des-Vosges-Oest és un cantó francès del departament dels Vosges, situat al districte de Saint-Dié-des-Vosges. Té 5 municipis i part del de Saint-Dié-des-Vosges.

## Municipis
- La Bourgonce
- Saint-Dié-des-Vosges (part)
- Saint-Michel-sur-Meurthe
- La Salle
- Taintrux
- La Voivre

## Història
| Data d'elecció                           | Identitat       | Partit                     | Qualitat |
| ---------------------------------------- | --------------- | -------------------------- | -------- |
| 1982-1994                                | Maurice Jeandon | RPR                        |          |
| 1994-2001                                | Alain Dumas     | PS                         |          |
| 2001-                                    | William Mathis  | Divers droite, després UMP |          |
| les dades anteriors no són pas conegudes |                 |                            |          |
|                                          |                 |                            |          |

## Demografia
| A partir de 1990: Població sense dobles comptes |